# Агзамходжаев, Анвар Агзамович
Анвар Агзамович Агзамходжаев (узб. Anvar A'zamovich A'zamxo'jayev) — академик Академии наук Узбекистана, известный юрист и общественный деятель, заслуженный деятель науки Республики Узбекистан и Республики Каракалпакстан. 

## Биография
Родился 17 февраля 1928 года в городе Ташкенте.
С 1943 года работал секретарем махаллинского комитета в махалле «Эшонгузар».
В 1945-1949 годах учился на юридическом факультете Среднеазиатского государственного университета (ныне Национальный университет Узбекистана).
С 1949 по 1951 годы продолжил учебу в аспирантуре Московского государственного университета имени Ломоносова. В 1952 году успешно защитил кандидатскую диссертацию в Специализированном совете при МГУ, посвященную актуальным вопросам развития Конституции Узбекистана. В 1956 году получил ученое звание доцента.
В 1952-1959 годах работал старшим преподавателем, доцентом кафедры «Государственное право» юридического факультета Ташкентского государственного университета.
Был депутатом Ташкентского городского совета в 1950-1953 годах, а также депутатом Шайхантохурского районного совета города Ташкента в 1953-1957 годах.
В 1964-1965 годах работал проректором Ташкентского государственного университета. 
В 1965-1966 годах был начальником Главного управления, затем заместителем министра Министерства высшего и среднего специального образования (1966-1970 гг). 
В 1970 году член Президиума Академии наук Узбекистана, первый заместитель министра юстиции Республики Узбекистан. 
В 1971-1985 годах – декан юридического факультета Ташкентского государственного университета, член научно-консультативного совета Верховного суда Республики Узбекистан, член научно-методического совета юридических наук Министерства юстиции.
В 1981-1984 годах избирался депутатом Сабир-Рахимовского районного совета в городе Ташкенте.
С 1988 года член Правления Союза юристов СССР, с 1989 - Председатель союза юристов Узбекистана.
В 1990 году – член Комитета Конституционного Надзора СССР.
В 1990-1994 годах – заместитель председателя Комиссии по терминам узбекского языка при Кабинете Министров Республики Узбекистан.
В 1991 году назначен первым ректором Ташкентского Государственного юридического института.
В 1991-1992 годах являлся заместителем руководителя рабочей группы по разработке проекта Конституции Республики Узбекистан.
В 1993 году возглавил впервые образованный в независимом Узбекистане Национальный комитет по правам человека.
Ушел из жизни в 1994 году. 
Лауреат Государственной премии имени Абу Райхона Беруни, ему было присвоено звание Заслуженного деятеля науки Узбекистана и Каракалпакии.

## Общественно-педагогическая деятельность
По его инициативе в 1959 году на юридическом факультете университета была создана кафедра «Административное и финансовое право». Агзамходжаев до конца жизни возглавлял эту кафедру, создал собственную научно-педагогическую школу по подготовке высококвалифицированных юридических кадров.
В 1964 году защитил докторскую диссертацию, посвященную развитию государственности в Узбекистане, а в 1966 году ему было присвоено ученое звание профессора.
По инициативе ученого в 1978 году начал издаваться научно-теоретический журнал "Правоведение" для студентов высших учебных заведений бывшего Союза.
Более 30 лет являлся Председателем единственного в Центральной Азии специализированного Совета по защите диссертаций на соискание ученой степени доктора юридических наук по специальности "Государственное право и управление; административное, финансовое право".
Автор более 150 научных и научно-популярных статей, более 40 учебников, монографий и учебно-методических пособий по вопросам государственного строительства и управления, административного права.
В последние годы жизни он написал и издал монографию «Правовые основы независимости Республики Узбекистан» (1993 г.)

## Награды
Награжден орденом Трудового Красного Знамени, медалями «За доблестный труд в Великой Отечественной войне 1941-1945 гг.», «За трудовую доблесть» и «30 лет Победы в Великой Отечественной войне 1941-1945 гг.», нагрудным знаком «Отличник народного образования Узбекистана», многочисленными почетными грамотами Президиума Верховного Совета Узбекистана.

## Семья
Женат, имеет четверых детей.